# Balaban (instrumento musical)

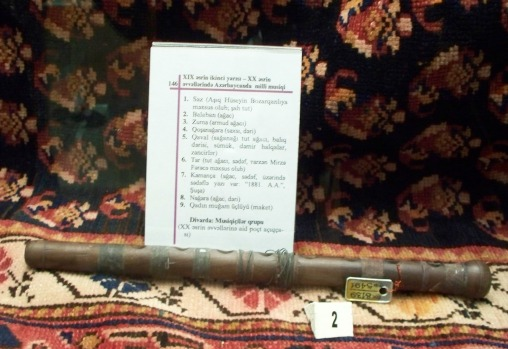
Balaban no Museu de História do Azerbaijão

Balaban, ou balaman  (em azeri:  Balaban) é instrumento de sopro de furo cilíndrico de cerca de 35 centímetros (14 pol) de comprimento polegadas com oito orifícios para os dedos e um orifício para o polegar. O Balaban, um dos antigos instrumentos de sopro, é tocado em todos os cantos do Azerbaijão. Este instrumento é tocado no Azerbaijão iraniano e na República do Azerbaijão.